# 彭林柏
彭林柏（1914年—2010年4月25日），曾用名彭瑞祥，字贞吉，男，回族，山东蒙阴人，中华人民共和国政治人物，曾任宁夏回族自治区公安厅厅长，宁夏回族自治区人大常委会副主任。